# Art Ross Trophy
L'Art Ross Trophy è un premio istituito dalla National Hockey League e consegnato al giocatore che guida la graduatoria dei punti (somma di gol e assist) realizzati al termine della stagione regolare. Il suo nome si deve all'ex-giocatore, allenatore e general manager della NHL Art Ross. Il trofeo è stato consegnato per 70 volte a 29 giocatori diversi fin dalla sua istituzione nella stagione 1947-48. L'attuale detentore è l'attaccante canadese Connor McDavid, giocatore degli Edmonton Oilers, che nella stagione 2019-20 ha messo a segno 33 goal e 72 assist per un totale di 105 punti in 56 partite di una regular season ridotta causa la pandemia. 

## Storia
L'Art Ross Trophy fu presentato dalla National Hockey League nel 1947 da Arthur Howie "Art" Ross, in passato general manager ed allenatore dei Boston Bruins e membro della Hockey Hall of Fame. Elmer Lach fu il primo giocatore ad essere premiato con l'Art Ross Trophy, alla conclusione della stagione 1947-48.
Wayne Gretzky conquistò l'Art Ross Trophy per 10 volte nel corso dei suoi 20 di carriera in NHL. Gordie Howe e Mario Lemieux lo vinsero per sei volte ciascuno, mentre Phil Esposito e Jaromír Jágr cinque volte a testa. Il giocatore non canadese ad aver vinto più volte il trofeo è il ceco Jaromír Jágr, che è stato anche il primo ad interrompere il dominio dei giocatori del Canada. Il primo giocatore statunitense riuscito ad aggiudicarsi il prestigioso titolo, soltanto nella stagione 2015-16 è stato Patrick Kane. Gretzky è l'unico giocatore ad aver vinto il titolo almeno due volte con due diverse squadre, mentre Joe Thornton è l'unico giocatore che abbia mai vinto il trofeo vestendo due diverse maglie nella stessa stagione. Stan Mikita è l'unico giocatore nella storia della NHL ad aver vinto i trofei Art Ross, Hart e Lady Byng nella stessa stagione, e per due volte consecutive (1966-67 e 1967-68).
I giocatori provenienti dai Pittsburgh Penguins hanno conquistato 15 titoli,seguono quelli degli Edmonton Oilers con 11 titoli, mentre quelli dei Montreal Canadiens,  e dei Chicago Blackhawks hanno avuto nove vincitori dell'Art Ross. Dal 1963 al 2001 il trofeo fu vinto ripetutamente da alcuni giocatori; solamente Marcel Dionne e Bryan Trottier lo vinsero in una sola occasione, mentre Stan Mikita, Phil Esposito, Bobby Orr, Guy Lafleur, Wayne Gretzky, Mario Lemieux, Jaromír Jágr, Evgenij Malkin, Martin St. Louis, Sidney Crosby, e Connor McDavid conquistarono il titolo più di una volta. Per due decenni, dal 1980 al 2001, l'Art Ross Trophy fu vinto da soli tre giocatori, ovvero Wayne Gretzky, Mario Lemieux e Jaromír Jágr. La serie si concluse con il successo di Jarome Iginla nella stagione 2001-02. Nel 2006-07 il diciannovenne Sidney Crosby diventò il più giovane vincitore dell'Art Ross Trophy grazie ai suoi 120 punti. Un solo difensore nella storia della NHL ha vinto il titolo: Bobby Orr nel 1969-70 e nel 1974-75. Henrik e Daniel Sedin sono gli unici fratelli ad aver vinto il trofeo, rispettivamente nelle stagioni 2009-10 e 2010-11.
Il regolamento della NHL prevede tre criteri per scegliere il vincitore in caso di parità:
1. Giocatore con il maggior numero di gol
2. Giocatore che ha disputato il minor numero di partite
3. Giocatore che ha segnato per primo una rete

Episodi di più giocatori a pari punti sono avvenuti in tre circostanze: nelle stagioni 1961-62, 1979-80 e 1994-95, tutte quante risolte dalla prima condizione del maggior numero di reti.

## Albo d'oro
Legenda

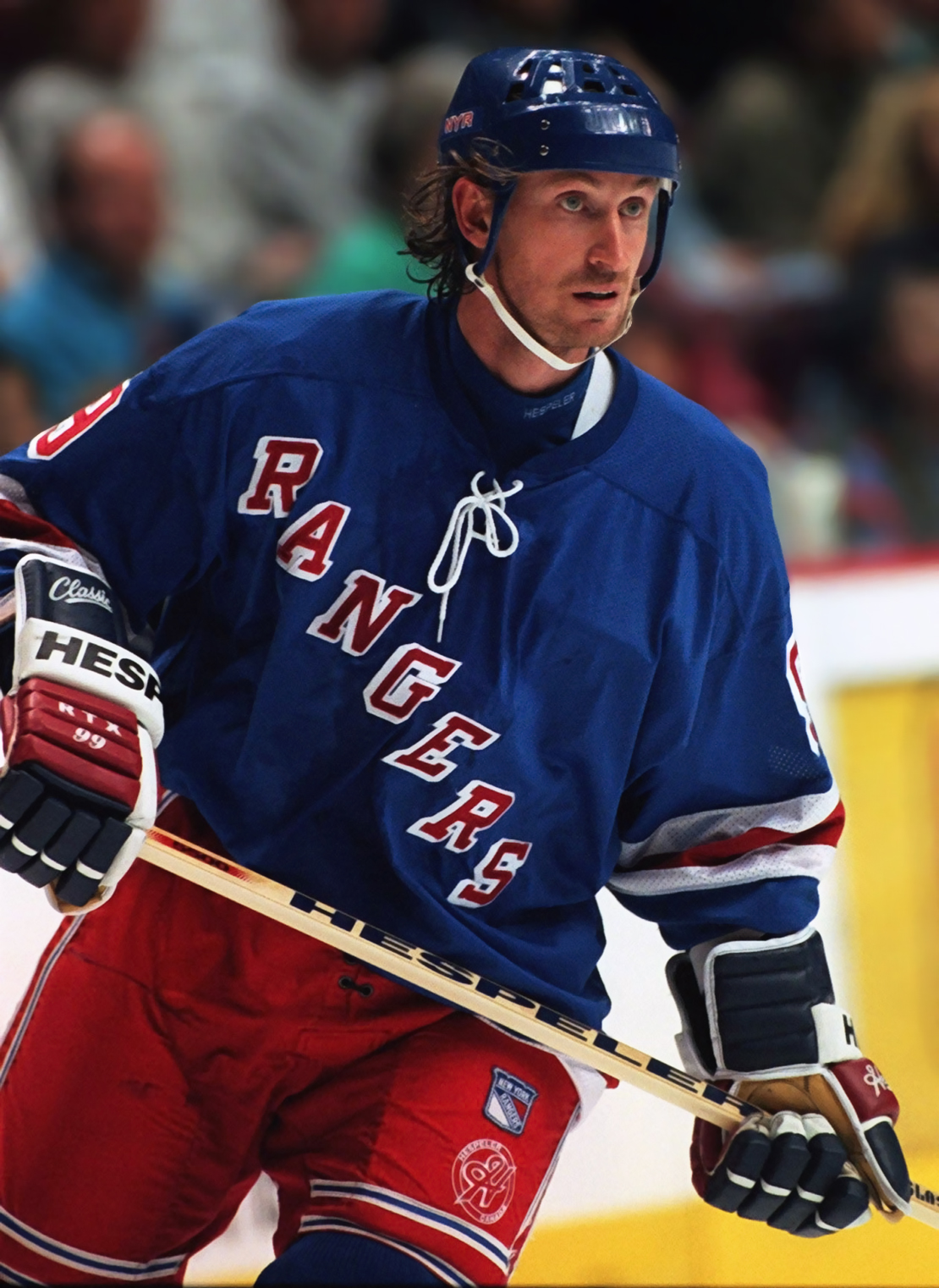
Wayne Gretzky, dieci volte vincitore.

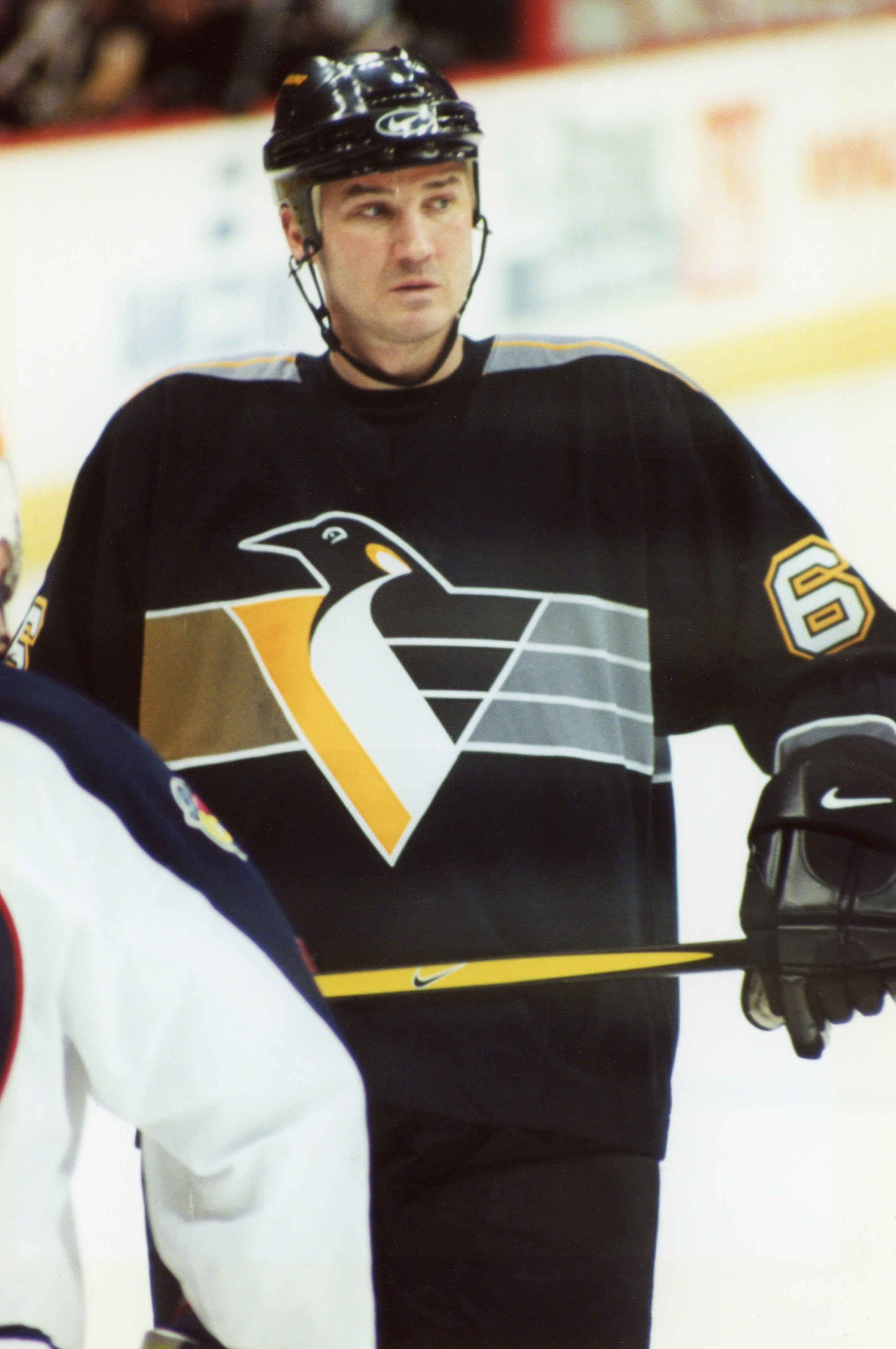
Mario Lemieux, sei volte vincitore.

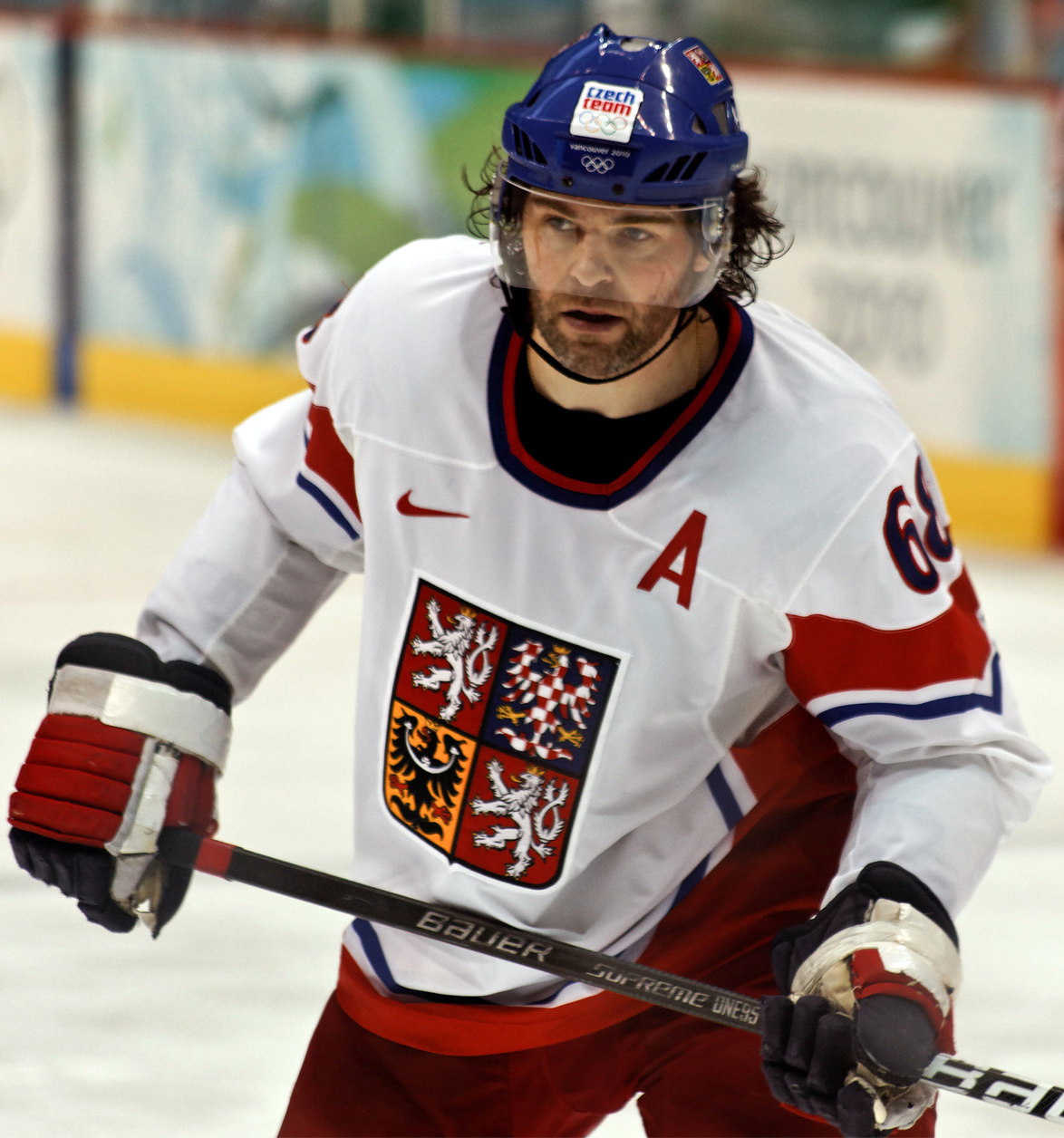
Jaromír Jágr, cinque volte vincitore.

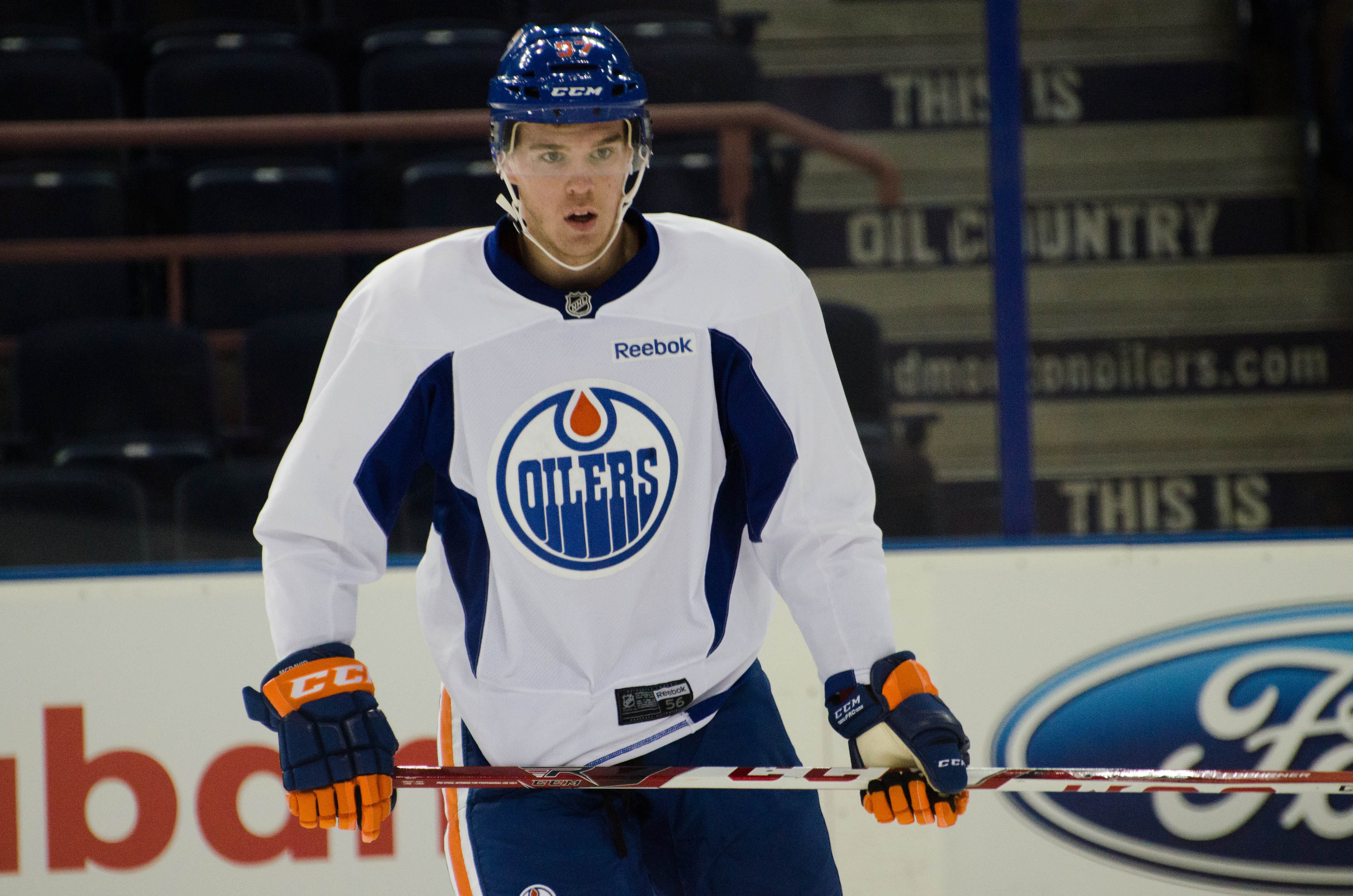
Connor McDavid, tre volte vincitore.

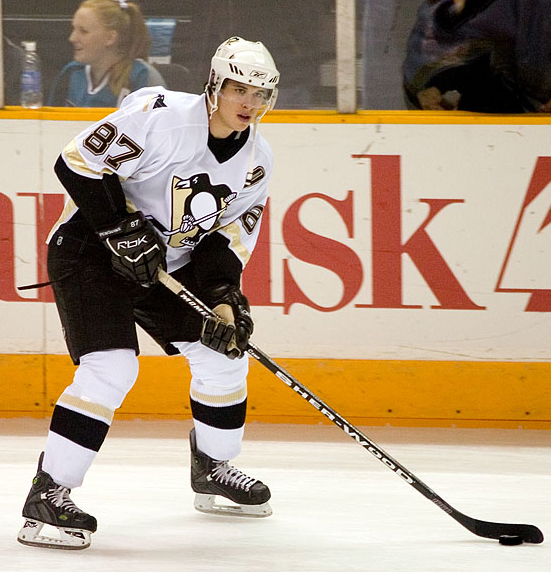
Sidney Crosby, due volte vincitore.

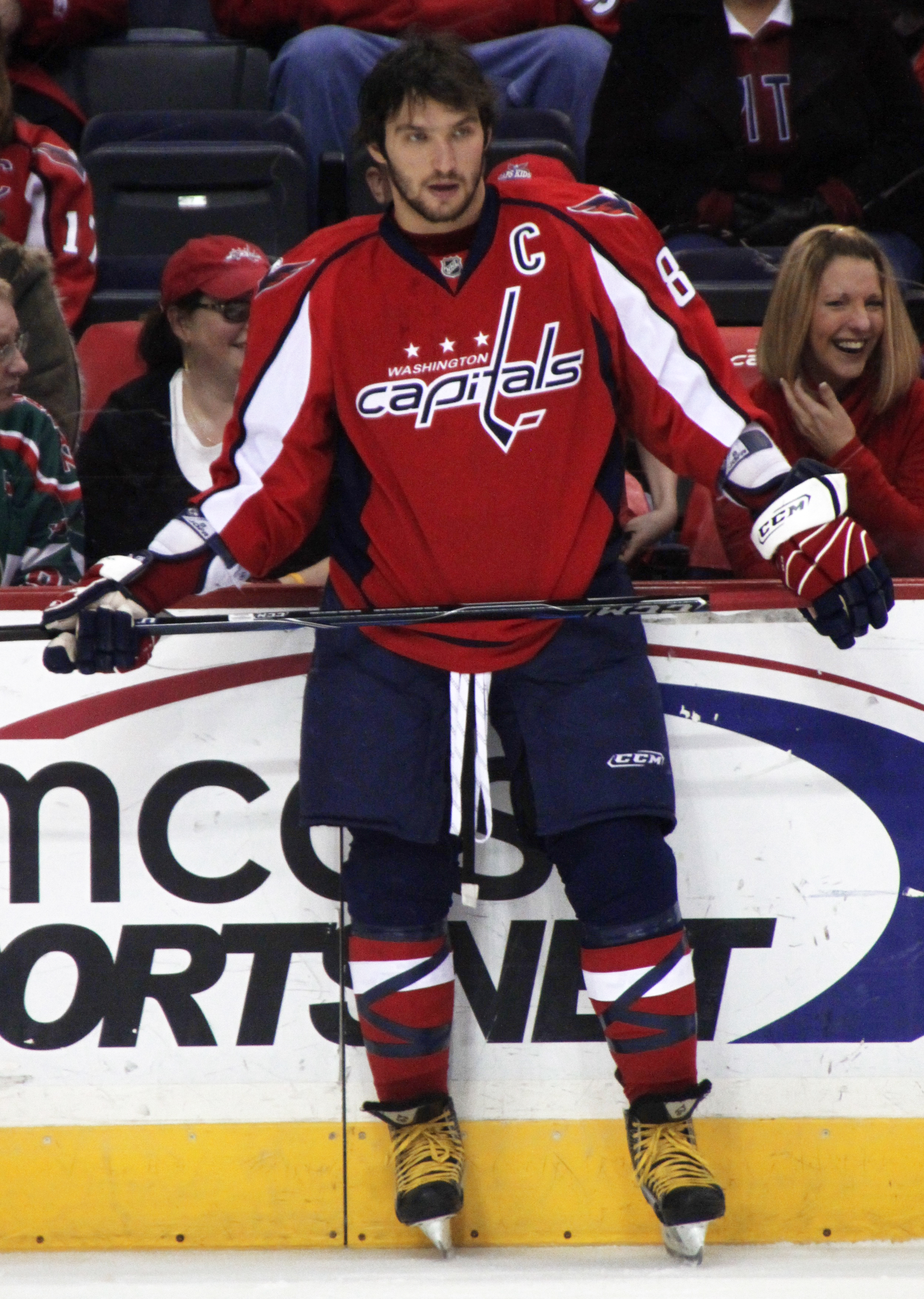
Aleksandr Ovečkin, una volta vincitore.

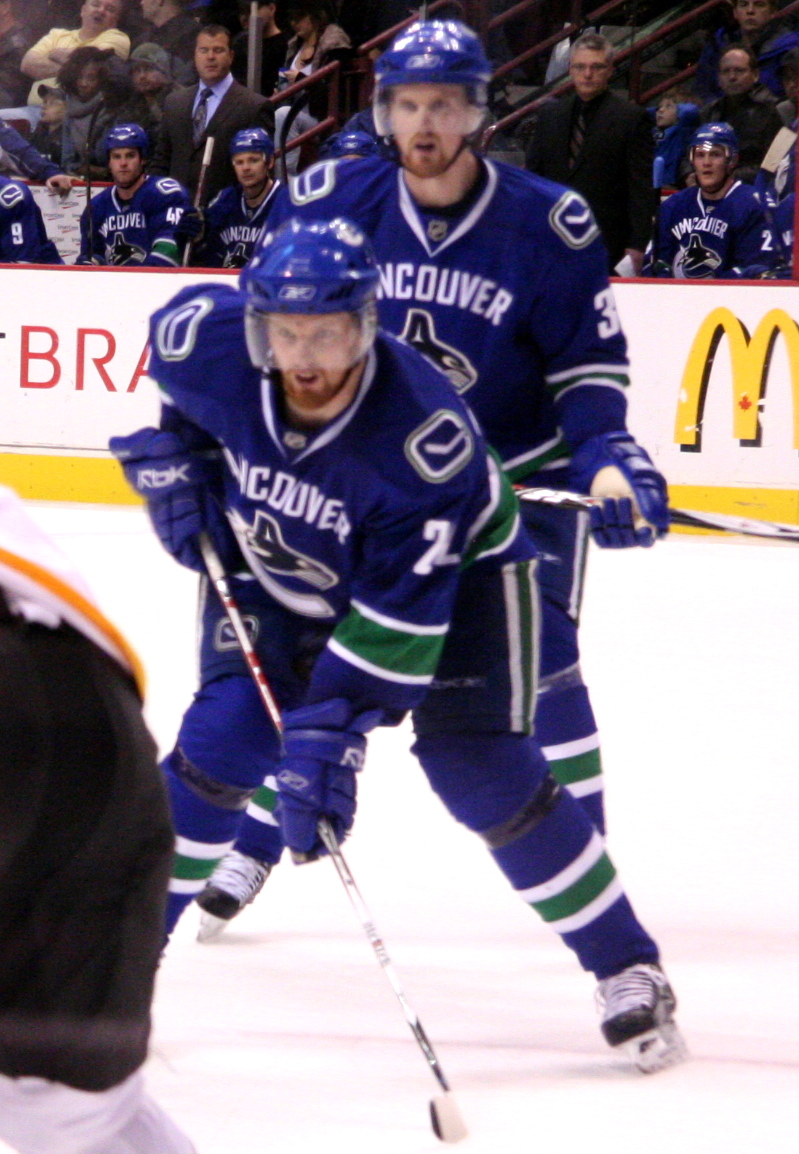
Daniel Sedin (davanti) ed Henrik Sedin (dietro), entrambi premiati una volta.

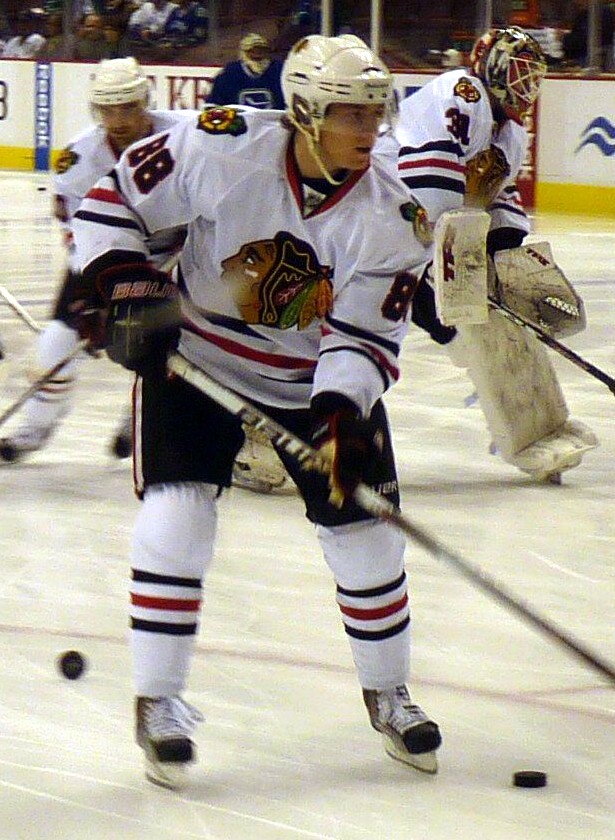
Patrick Kane, primo statunitense a vincere il premio nel 2016.

- * Stagione accorciata per il lockout

     Giocatore ancora in attività nella NHL
| Stagione  | Vincitore                            | Squadra                              | Punti                                | Titolo #                             |
| --------- | ------------------------------------ | ------------------------------------ | ------------------------------------ | ------------------------------------ |
| 1947-48   | Elmer Lach                           | Montreal Canadiens                   | 61                                   | 1                                    |
| 1948-49   | Roy Conacher                         | Chicago Black Hawks                  | 68                                   | 1                                    |
| 1949-50   | Ted Lindsay                          | Detroit Red Wings                    | 78                                   | 1                                    |
| 1950-51   | Gordie Howe                          | Detroit Red Wings                    | 86                                   | 1                                    |
| 1951-52   | Gordie Howe                          | Detroit Red Wings                    | 86                                   | 2                                    |
| 1952-53   | Gordie Howe                          | Detroit Red Wings                    | 95                                   | 3                                    |
| 1953-54   | Gordie Howe                          | Detroit Red Wings                    | 81                                   | 4                                    |
| 1954-55   | Bernie Geoffrion                     | Montreal Canadiens                   | 75                                   | 1                                    |
| 1955-56   | Jean Beliveau                        | Montreal Canadiens                   | 88                                   | 1                                    |
| 1956-57   | Gordie Howe                          | Detroit Red Wings                    | 89                                   | 5                                    |
| 1957-58   | Dickie Moore                         | Montreal Canadiens                   | 84                                   | 1                                    |
| 1958-59   | Dickie Moore                         | Montreal Canadiens                   | 96                                   | 2                                    |
| 1959-60   | Bobby Hull                           | Chicago Black Hawks                  | 81                                   | 1                                    |
| 1960-61   | Bernie Geoffrion                     | Montreal Canadiens                   | 95                                   | 2                                    |
| 1961-62   | Bobby Hull                           | Chicago Black Hawks                  | 84                                   | 2                                    |
| 1962-63   | Gordie Howe                          | Detroit Red Wings                    | 86                                   | 6                                    |
| 1963-64   | Stan Mikita                          | Chicago Black Hawks                  | 89                                   | 1                                    |
| 1964-65   | Stan Mikita                          | Chicago Black Hawks                  | 87                                   | 2                                    |
| 1965-66   | Bobby Hull                           | Chicago Black Hawks                  | 97                                   | 3                                    |
| 1966-67   | Stan Mikita                          | Chicago Black Hawks                  | 97                                   | 3                                    |
| 1967-68   | Stan Mikita                          | Chicago Black Hawks                  | 87                                   | 4                                    |
| 1968-69   | Phil Esposito                        | Boston Bruins                        | 126                                  | 1                                    |
| 1969-70   | Bobby Orr                            | Boston Bruins                        | 120                                  | 1                                    |
| 1970-71   | Phil Esposito                        | Boston Bruins                        | 152                                  | 2                                    |
| 1971-72   | Phil Esposito                        | Boston Bruins                        | 133                                  | 3                                    |
| 1972-73   | Phil Esposito                        | Boston Bruins                        | 130                                  | 4                                    |
| 1973-74   | Phil Esposito                        | Boston Bruins                        | 145                                  | 5                                    |
| 1974-75   | Bobby Orr                            | Boston Bruins                        | 135                                  | 2                                    |
| 1975-76   | Guy Lafleur                          | Montreal Canadiens                   | 125                                  | 1                                    |
| 1976-77   | Guy Lafleur                          | Montreal Canadiens                   | 136                                  | 2                                    |
| 1977-78   | Guy Lafleur                          | Montreal Canadiens                   | 132                                  | 3                                    |
| 1978-79   | Bryan Trottier                       | New York Islanders                   | 134                                  | 1                                    |
| 1979-80   | Marcel Dionne                        | Los Angeles Kings                    | 137                                  | 1                                    |
| 1980-81   | Wayne Gretzky                        | Edmonton Oilers                      | 164                                  | 1                                    |
| 1981-82   | Wayne Gretzky                        | Edmonton Oilers                      | 212                                  | 2                                    |
| 1982-83   | Wayne Gretzky                        | Edmonton Oilers                      | 196                                  | 3                                    |
| 1983-84   | Wayne Gretzky                        | Edmonton Oilers                      | 205                                  | 4                                    |
| 1984-85   | Wayne Gretzky                        | Edmonton Oilers                      | 208                                  | 5                                    |
| 1985-86   | Wayne Gretzky                        | Edmonton Oilers                      | 215                                  | 6                                    |
| 1986-87   | Wayne Gretzky                        | Edmonton Oilers                      | 183                                  | 7                                    |
| 1987-88   | Mario Lemieux                        | Pittsburgh Penguins                  | 168                                  | 1                                    |
| 1988-89   | Mario Lemieux                        | Pittsburgh Penguins                  | 199                                  | 2                                    |
| 1989-90   | Wayne Gretzky                        | Los Angeles Kings                    | 142                                  | 8                                    |
| 1990-91   | Wayne Gretzky                        | Los Angeles Kings                    | 163                                  | 9                                    |
| 1991-92   | Mario Lemieux                        | Pittsburgh Penguins                  | 131                                  | 3                                    |
| 1992-93   | Mario Lemieux                        | Pittsburgh Penguins                  | 160                                  | 4                                    |
| 1993-94   | Wayne Gretzky                        | Los Angeles Kings                    | 130                                  | 10                                   |
| 1994-95 * | Jaromir Jagr                         | Pittsburgh Penguins                  | 70                                   | 1                                    |
| 1995-96   | Mario Lemieux                        | Pittsburgh Penguins                  | 161                                  | 5                                    |
| 1996-97   | Mario Lemieux                        | Pittsburgh Penguins                  | 122                                  | 6                                    |
| 1997-98   | Jaromir Jagr                         | Pittsburgh Penguins                  | 102                                  | 2                                    |
| 1998-99   | Jaromir Jagr                         | Pittsburgh Penguins                  | 127                                  | 3                                    |
| 1999-00   | Jaromir Jagr                         | Pittsburgh Penguins                  | 96                                   | 4                                    |
| 2000-01   | Jaromir Jagr                         | Pittsburgh Penguins                  | 121                                  | 5                                    |
| 2001-02   | Jarome Iginla                        | Calgary Flames                       | 96                                   | 1                                    |
| 2002-03   | Peter Forsberg                       | Colorado Avalanche                   | 106                                  | 1                                    |
| 2003-04   | Martin St. Louis                     | Tampa Bay Lightning                  | 94                                   | 1                                    |
| 2004-05   | Premio non assegnato per il lockout. | Premio non assegnato per il lockout. | Premio non assegnato per il lockout. | Premio non assegnato per il lockout. |
| 2005-06   | Joe Thornton                         | Boston Bruins/San Jose Sharks        | 125                                  | 1                                    |
| 2006-07   | Sidney Crosby                        | Pittsburgh Penguins                  | 120                                  | 1                                    |
| 2007-08   | Aleksandr Ovečkin                    | Washington Capitals                  | 112                                  | 1                                    |
| 2008-09   | Evgenij Malkin                       | Pittsburgh Penguins                  | 113                                  | 1                                    |
| 2009-10   | Henrik Sedin                         | Vancouver Canucks                    | 112                                  | 1                                    |
| 2010-11   | Daniel Sedin                         | Vancouver Canucks                    | 104                                  | 1                                    |
| 2011-12   | Evgenij Malkin                       | Pittsburgh Penguins                  | 109                                  | 2                                    |
| 2012-13 * | Martin St. Louis                     | Tampa Bay Lightning                  | 60                                   | 2                                    |
| 2013-14   | Sidney Crosby                        | Pittsburgh Penguins                  | 104                                  | 2                                    |
| 2014-15   | Jamie Benn                           | Dallas Stars                         | 87                                   | 1                                    |
| 2015-16   | Patrick Kane                         | Chicago Blackhawks                   | 106                                  | 1                                    |
| 2016-17   | Connor McDavid                       | Edmonton Oilers                      | 100                                  | 1                                    |
| 2017-18   | Connor McDavid                       | Edmonton Oilers                      | 108                                  | 2                                    |
| 2018-19   | Nikita Kucherov                      | Tampa Bay Lightning                  | 128                                  | 1                                    |
| 2019–20   | Leon Draisaitl                       | Edmonton Oilers                      | 110                                  | 1                                    |
| 2020-2021 | Connor McDavid                       | Edmonton Oilers                      | 105                                  | 3                                    |